# 1852 год в истории железнодорожного транспорта
1852 год в истории железнодорожного транспорта

## События
- В Канаде построена первая крупная железнодорожная линия Сарния — Торонто — Монреаль до города Портленд (штат Мэн, США).[1]
- В Чили построена первая железнодорожная линия Кальдера — Копьяпо.[1]

## Персоны

### Родились
- 7 июля Рухлов, Сергей Васильевич — русский государственный деятель, министр путей сообщения (1909-1915).